# Église de la Sainte-Trinité de Bistrica
Pour les articles homonymes, voir Église de la Sainte-Trinité.
L'église de la Sainte-Trinité de Bistrica (en serbe cyrillique : Црква Свете Тројице у Бистрици ; en serbe latin : Crkva Svete Trojice u Bistrici) est une église orthodoxe serbe située à Bistrica, dans le district de Zlatibor et dans la municipalité de Nova Varoš en Serbie. Elle est inscrite sur la liste des monuments culturels protégés de la république de Serbie (identifiant no SK 1505),.

## Présentation
Elle a probablement été construite après la restauration du Patriarcat de Peć en 1557 ; l'église a été rénovée en 1833 ; en revanche. Dans tous les cas, l'édifice présente sans aucun doute un témoignage significatif de l'architecture sacrée du Moyen Polimlje dans la seconde moitié du XVIe siècle.
L'église, précédée d'un narthex, est constituée d'une nef unique divisée en trois travées par des pilastres ; l'abside de l'autel est demi-circulaire à l'extérieur comme à l'intérieur. L'église est dotée d'une voûte semi-circulaire et d'un dôme aveugle appuyé sur des trompes et caché sous la pente raide du toit.
Bien que dépourvue de décoration murale peinte, l'église a conservé son mobilier d'origine (lustre, trône, chœur en bois), ainsi que des icônes, des manuscrits et de vieux livres imprimés.